# Bäckslevmossa
Bäckslevmossa (Jungermannia atrovirens) är en bladmossart som beskrevs av Barthélemy Charles Joseph Dumortier. Bäckslevmossa ingår i släktet slevmossor, och familjen Jungermanniaceae. Enligt den finländska rödlistan är arten starkt hotad i Finland. Arten är reproducerande i Sverige. Artens livsmiljö är bäckar. Inga underarter finns listade i Catalogue of Life.